# 布告
布告（ふこく）とは、明治時代初期に用いられた法律の形式。

## 概要
明治4年7月29日（1871年9月13日）に制定された「正院事務章程」によって、全国一般に布告する制度・条例に関するものや勅旨・特例に基づくものは太政官が発令し、それよりも重要性の低いものは各官省より布達させることが定められ、これによって太政官から出されたものは「（太政官）布告」、それ以外の官省（神祇官と各省。ただし、神祇官は章程制定の9日後に神祇省に改称）から出されたものは「布達」と称せられるようになった。ただし、当初は布告と布達が混用されて用いられ、明治6年（1873年）に布告・布達の書式・手続を定めた規定が相次いで出されたことで、国民一般に対して出される太政官の「布告」と各省の「布達」、更に上級官省から下級機関に対して出される「達」の区別が定着した。
明治14年（1881年）12月3日の太政官達によって、法律形式の位置づけが大きく変更された。すなわち、法律・規則は太政官から「布告」として出され、これまで各省が出していた条規などの「布達」の発令権限は太政官に移された。また、太政官・各省から出される一時的な効力に止まる規定は「告示」とされ、諸省卿から府県長官への命令を「達」とした。
明治19年（1886年）2月26日に出された公文式によって、制定法を「法律」と「命令」の2種類に分類して法律としての「布告」は廃止された。代わって法律・勅令の公布と閣令などの命令の発令を合わせて「布告」と称することとされた。